# Blink Twice
Blink Twice è un film del 2024 diretto da Zoë Kravitz, al suo debutto da regista.

## Trama
Slater King, fondatore e CEO della King-Tech, dopo esseri scusato ed esser andato in terapia su un'isola privata per rimediare allo scandalo per le accuse di abuso di potere che lo ha travolto due anni prima, organizza un gala di raccolta fondi per beneficenza al quale si intrufolano le amiche e cameriere di catering Frida - un'onicotecnica specializzata in disegni di animali - e Jess - aspirante attrice.
È così che Frida conosce King che, dopo aver passato del tempo con lei, invita lei e Jess a seguirlo sulla sua isola privata insieme ai suoi amici: il fotografo Vic (a cui manca un mignolo), lo chef Cody (tradito e abbandonato dalla moglie), il DJ Tom, il neo-laureato Lucas, la 8 volte vincitrice di reality survivalista Sarah, la sviluppatrice di app sull'astrologia Camilla e l'avvocata Heather; oltre a loro, sull'isola, ci sono anche Stan, guardia del corpo di King, e Stacy, l'assistente personale di King, la quale regala a tutti loro dei profumi.
L'isola si rivela un paradiso naturale dove sono vietati i cellulari e le notti di divertimento a base di allucinogeni si alternano a lunghe giornate di relax e buon cibo; unico pericolo sono dei serpenti che gli addetti dell'isola si prodigano ad uccidere. 
Ben presto però, mentre Frida - che una domestica indigena chiama "Coniglio Rosso" - incontra Rich, terapista di King conosciuto alla festa, che è stranamente sbalordito nel constatare che lei si ricordi di lui, Jess nota dei vuoti di memoria e, morsa da un serpente, manifesta l'intenzione di lasciare l'isola così, una mattina, Jess sparisce senza lasciare tracce e nessuno, a parte Frida, si ricorda di lei. Insospettita, Frida, aspettato che gli uomini escano per andare a pesca, va in cerca dell'amica e si imbatte di nuovo nella domestica che le offre un liquore a base di veleno di serpente che le fa avere dei flash di brutti eventi rimossi, tra cui l'omicidio di Jess. Inoltre scopre che il fiore autoctono usato per il profumo e per varie ricette è capace di cancellare la memoria a breve e a lungo termine.
Raggiunta da Sarah, insospettita da degli strani lividi che si è scoperta addosso, Frida le racconta tutto e così, mentre Sarah beve il liquore al veleno insieme a Camilla, Heather e Stacy, Frida si intrufola nell'ufficio di King per recuperare i telefoni - che però non hanno campo - e prende alcune foto polaroid che Vic ama scattare. Più tardi, mentre gli uomini ritornano, le donne, grazie al liquore al veleno, recuperano la memoria e ricordano di aver subito abusi sessuali. È così che, sconvolte, Camilla uccide Tom per essere poi uccisa da King, Heather ferisce gravemente Vic per poi essere uccisa da Stan, Sarah uccide Stan per salvare Frida e Cody, e Frida è costretta ad uccider Stacy che l'aggredisce perché avrebbe preferito non ricordare ciò che succede lì.
Frida, tornata nella sua camera per recuperare un coltello fattole nascondere da Jess, vede una polaroid che dimostra che era già stata sull'isola in passato (mostra orgogliosa una sua unghia con disegnato un coniglio rosso) e così ricorda di aver subito abusi, aver staccato a morsi il mignolo di Vic ed essere stata risparmiata perché, dopo aver sbattuto la fronte su un sasso, aveva perso del tutto la memoria.
I tre uomini superstiti - King, Vic e Lucas - si rifugiano nella villa. È qui che Lucas muore in una trappola architettata da Frida e Sarah, ma King riesce a catturare Frida e poi esce a cercare Sarah. 
Pochi minuti dopo, King torna alla villa con Sarah e si appresta a tagliarle la gola dopo aver fatto un tiro dalla sua sigaretta elettronica senza sapere che Frida, lasciata sola, l'ha caricata con il profumo e così l'uomo perde la memoria a breve termine, va nel panico alla vista dei cadaveri e sviene causando l'incendio della villa. Sarah e Frida riescono a fuggire dalla villa e, sebbene Sarah non sia d'accordo, portano in salvo anche King.
Un anno dopo, durante l'annuale gala di raccolta fondi per beneficenza della King-Tech, Rick incontra King, che non vede dalla seduta sull'isola, trovandolo piuttosto disorientato e scoprendo che Frida non solo si ricorda di lui, ma che, tenendo King sotto il suo potere grazie all'estratto della pianta, si è fatta sposare e nominare nuovo CEO dell'azienda.

## Produzione

### Sviluppo
Zoë Kravitz ha iniziato a scrivere il copione di Blink Twice ispirandosi all'opera originale Pussy Island del 2017. A giugno 2021 Kravitz ha dichiarato di iniziare la sua carriera da regista con il film, basandosi sul copione scritto unitamente a E.T. Feigenbaum. 

### Cast
Tra i primi attori che si sono uniti al cast ci sono stati Channing Tatum (nei panni di Slater King) e Naomi Ackie (Frida), mentre al Cannes Film Market la MGM ha vinto i diritti di distribuzione del film. Nel maggio del 2022, Simon Rex si è unito al cast, seguito due mesi dopo da Christian Slater, Alia Shawkat, Geena Davis, Adria Arjona, Haley Joel Osment e Kyle MacLachlan.
Jordan Harkins e Stacy Perskie sono confermati come produttori esecutivi. 

### Riprese
Le riprese sono iniziate in Messico il 23 giugno 2022.

## Distribuzione
Il film è stato distribuito in Nordamerica da Amazon MGM Studios il 23 agosto 2024, ed in Italia e nel resto del mondo da Warner Bros. Pictures il 21 agosto.

## Accoglienza

### Incassi
Il film ha incassato 23093906 $ in Nordamerica e 25000000 $ nel resto del mondo, per un totale di 48093906 $.

### Critica
Su Rotten Tomatoes 225 critici esprimono un gradimento del 75%, su Metacritic il voto medio di 45 critici è 66/100.

## Edizione italiana
L'edizione italiana del film è stata curata dalla Warner Bros. Discovery Italia con la direzione del doppiaggio e l'adattamento dei dialoghi a opera di Roberto Gammino, assistito da Lucia Rinaldi. Il doppiaggio italiano e la sonorizzazione della pellicola, invece, sono stati eseguiti dalla CDC Sefit Group.